# E. Kidd Bogart
E. Kidd Bogart é um compositor, executivo musical, produtor televisivo e editor musical estadunidense. Já trabalhou com artistas como Beyoncé, Madonna, Rihanna, Jason Derulo e Jennifer Lopez, e é vencedor de um Grammy Award.